# Palmas Arborea
Palmas Arborea (sardisk: Pràmmas) er en by og en kommune (comune) i provinsen Oristano i regionen Sardinien i Italien. Byen ligger i 4 meters højde og har 1.514 indbyggere (2016). Kommunen har et areal på 39,33 km² og grænser til kommunerne Ales, Oristano, Pau, Santa Giusta, Villa Verde og Villaurbana.